# Макарова, Антонина Макаровна
Антони́на Мака́ровна Мака́рова (урождённая Панфилова, в замужестве Ги́нзбург; 1 марта 1920, Малая Волковка, Сычёвский уезд, Смоленская губерния — 11 августа 1979, Брянск, РСФСР, СССР) — военная преступница, палач Локотского округа во время Великой Отечественной войны. Находясь на службе у немецких оккупационных властей и русских коллаборационистов, расстреляла около 1500 человек, в основном советских партизан и мирных жителей. В момент совершения расстрелов была также известна как Тонька-пулемётчица. В дальнейшем вышла замуж и работала контролёром в швейном цехе, однако в конце 1970-х была разоблачена и приговорена к смертной казни. Стала одной из трёх женщин, расстрелянных в СССР в послесталинскую эпоху.

## Биография

### Ранние годы

Одна из фотографий Антонины Макаровой из её личного дела

В биографии Антонины остаётся много невыясненных моментов. Родилась она 1 марта 1920 года, хотя в некоторых источниках указываются 1922 и 1923 годы, в качестве места рождения называются деревня Малая Волковка и Москва. Росла в Малой Волковке, была младшей из семи детей. При рождении её имя было Антонина Макаровна Панфилова. Обстоятельства, при которых её фамилией стала Макарова, до конца не установлены, но, по наиболее распространённой версии, это произошло в начальной школе. Когда Антонина в возрасте 7 лет пошла в первый класс деревенской школы, она постеснялась назвать учительнице своё имя, а одноклассники по ошибке сказали, что она «Макарова» по имени её отца. Этот казус стал началом того, что во всех последующих документах, в том числе как в школьных, так и в паспорте и комсомольском билете, её имя было записано как Антонина Макаровна Макарова. По неизвестным причинам родители эту оплошность не исправили.
Особого рвения к точным наукам не проявляла, ей больше нравились история и география. В деревенской школе проучилась 8 лет, после чего семья переехала в Москву, где девушка окончила оставшиеся два класса. После школы поступила в училище, а потом — в медицинский техникум, собиралась стать врачом. По некоторым данным, её героиней была Анка-пулемётчица, девушка-красноармеец из фильма «Чапаев», чья история и вдохновила Антонину пойти на войну.

### Жизнь на войне
В 1941 году, когда началась Великая Отечественная война, пошла добровольцем на фронт, где работала буфетчицей и санитаркой.
Осенью того же года оказалась в числе выживших в Вяземской операции и после разгрома своей части несколько дней скрывалась в лесу, однако в конечном счёте была арестована немцами. Через некоторое время она и солдат Николай Федчук, улучив момент, сбежали из плена. Несколько месяцев они скитались вдвоём по округе, пытаясь выбраться из немецкого окружения. Впоследствии на допросе Макарова сказала, что была слишком напугана и поэтому сама пошла с Федчуком, предложив ему себя в качестве так называемой «походной жены».
В январе 1942 года пара добралась до села Красный Колодец (в Брасовском районе Орловской, ныне Брянской области), где у Федчука жили жена и дети, и он, несмотря на просьбы Макаровой, расстался с попутчицей. Предполагается, что либо отказ Федчука от продолжения отношений, либо душевный упадок сил и психологические травмы, полученные Макаровой от пережитого в «Вяземском котле», привели к тому, что девушка могла тронуться рассудком. В Красном Колодце ей сначала помогали местные женщины, но вскоре к ней стали относиться негативно из-за её беспорядочной интимной жизни, и ей пришлось покинуть село. Макарова ещё какое-то время скиталась по деревням и сёлам, нигде не задерживаясь надолго, и в конечном итоге оказалась на территории новообразовавшейся Локотской республики в селе Локоть, где недолгое время жила у одной женщины. Поскольку ей нечем было платить этой женщине за проживание, Макарова вскоре собиралась примкнуть к местным партизанам, но обратила внимание на то, в каких хороших условиях жили русские коллаборационисты, и решила идти на службу к немцам. Здесь она какое-то время занималась проституцией.
Впоследствии, давая показания, заявляла, что просто хотела выжить после долгих скитаний, из-за чего, когда немцы стали её расспрашивать, стала ругать советскую власть. На свои страхи она списала и то, почему добровольно поступила на службу в локотскую вспомогательную полицию. Обер-бургомистр Бронислав Каминский выдал ей пулемёт Максима для исполнения расстрелов, к которым были приговорены советские партизаны и члены их семей. По словам Макаровой, немцам не хотелось самим принимать участие в казнях, и они были рады поручить ей исполнение смертных приговоров. За согласие участвовать в расстрелах немцы поселили её в комнате на местном конезаводе, где она хранила и пулемёт. Одним из свидетелей этого была женщина из Красного Колодца, у которой Макарова однажды переночевала. Она пришла к бывшей постоялице за помощью и увидела пулемёт и одежду расстрелянных. Ей Макарова рассказала о расстрелах и использовании вещей убитых. Женщина в испуге убежала.
На самой первой казни Макарова хоть и держалась стойко, но никак не могла выстрелить, из-за чего немцы напоили её алкоголем. При следующих расстрелах алкоголь ей уже не был нужен. На допросе следователей Макарова своё отношение к расстрелу объяснила так:
Я не знала тех, кого расстреливаю. Они меня не знали. Поэтому стыдно мне перед ними не было. Бывало, выстрелишь, подойдёшь ближе, а кое-кто ещё дёргается. Тогда снова стреляла в голову, чтобы человек не мучился. Иногда у нескольких заключённых на груди был подвешен кусок фанеры с надписью «партизан». Некоторые перед смертью что-то пели. После казней я чистила пулемёт в караульном помещении или во дворе. Патронов было в достатке… Все приговорённые к смерти были для меня одинаковые. Менялось только их количество. Обычно мне приказывали расстрелять группу из 27 человек — столько партизан вмещала в себя камера. Я расстреливала примерно в 500 метрах от тюрьмы у какой-то ямы. Арестованных ставили цепочкой лицом к яме. На место расстрела кто-то из мужчин выкатывал мой пулемёт. По команде начальства я становилась на колени и стреляла по людям до тех пор, пока замертво не падали все… 
Также она сказала, что её никогда не мучили угрызения совести, так как сами казни воспринимались ею не как нечто необычное, а лишь как издержки военного времени. Тем не менее на допросах позже она вспомнила обстоятельства одной из казней, где приговорённый к расстрелу парень перед смертью крикнул ей: «Больше не увидимся; прощай, сестра!» Количество расстреливаемых составляло до 30 человек в день. Бывали дни, когда она исполняла смертные приговоры по три раза в день. По официальным данным, Макарова расстреляла около 1500 человек, но лишь у 168 человек удалось восстановить паспортные данные. В основном это были советские партизаны, члены их семей и мирное население — женщины, старики и дети. За каждый расстрел она получала по 30 рейхсмарок, впоследствии эту сумму часто сравнивали с 30 сребрениками. После исполнения приговоров Макарова снимала с трупов понравившуюся ей одежду, мотивируя это так: «А что? Пропадать хорошим вещам?» Она жаловалась, что на одежде убитых остаются большие пятна крови и дыры от пуль. Очевидцы вспоминали, что по ночам Макарова часто приходила в местный конезавод, где немцы устроили тюрьму для приговорённых к смерти, и пристально рассматривала заключённых, будто заранее присматривая себе их вещи. Одна из свидетельниц рассказала, что при большом скоплении людей карательница выходила и помахивала плёткой. По округу пошли слухи о палаче по прозвищу Тонька-пулемётчица, и некоторые партизаны даже объявили на неё охоту.
Макарова часто бывала в местном музыкальном клубе, где в больших количествах употребляла спиртное и наряду с несколькими другими местными девушками вступала в интимную связь с полицаями и немецкими солдатами, часто за деньги. С девушками дружеских отношений не поддерживала. Такая разгульная жизнь привела к тому, что летом 1943 года Макарова была откомандирована в немецкий тыловой госпиталь на лечение от сифилиса, из-за чего избежала захвата партизанами и Красной армией, освободившими Локоть 5 сентября. В тылу Макарова завела роман с немецким поваром-ефрейтором, который тайно вывез её в своём обозе на Украину, а оттуда — в Польшу. Там ефрейтор был убит, а Макарову немцы отправили в концлагерь в Кёнигсберге. Когда в 1945 году Красная армия захватила город, Макарова выдала себя за советскую медсестру благодаря украденному военному билету, в котором указала, что с 1941 по 1944 год работала в 422-м санитарном батальоне, и устроилась работать медсестрой в советский передвижной госпиталь. Здесь же она познакомилась с раненным в ходе штурма города молодым сержантом Виктором Гинзбургом. Уже через несколько дней они поженились, Антонина взяла фамилию мужа.

### Дальнейшая судьба
Молодожёны вначале жили в Калининградской области, позже поселились ближе к родине Виктора в Лепеле (Белорусская ССР). Он происходил из Полоцка, вся его семья была убита карателями. У них родились две дочери. Антонина и её супруг пользовались уважением и льготами как ветераны войны, были награждены несколькими орденами, их фотографии демонстрировались в местном музее. Женщина встречалась со школьниками в рамках поддержания памяти о войне. О её подлинной личности не знали ни муж с дочерьми, ни знакомые семьи. После разоблачения фотографии Макаровой были поспешно убраны из музея и изъяты из музейных фондов.
В 1961 году Антонина устроилась на работу в швейный цех Лепельского промкомбината, где дослужилась до контролёра качества продукции. Там же работали Виктор (он был начальником одного из цехов) и обе её дочери. Она считалась ответственным и добросовестным работником, её фотография часто оказывалась на местной доске почёта. Тем не менее, проработав там много лет, Антонина так и не завела друзей. Фаина Тарасик, которая в то время была инспектором отдела кадров фабрики, вспоминала, что коллега была очень замкнутой, малоразговорчивой и во время коллективных праздников старалась как можно меньше употреблять алкоголя. Вероятно, она боялась проговориться. «Невозможно постоянно бояться. Первые десять лет я ждала стука в дверь, а потом успокоилась. Нет таких грехов, чтобы всю жизнь человека мучили», — рассказывала женщина впоследствии.

## Расследование

### Розыск
Органы госбезопасности начали разыскивать коллаборационистку сразу после того, как Локоть был освобождён от немцев. Однако уцелевшие жители посёлка смогли сообщить следователям крайне скупые сведения о ней, поскольку все они знали её только как «Тоньку-пулемётчицу». Из других примет назвали «тяжёлый и пронзительный взгляд», возраст примерно 21 год, вероятно, москвичка, темноволосая, со складкой на лбу. Её искали среди пленных и раненых, выдвигалась версия, что её убили или же вывезли за рубеж немецкие спецслужбы.
Поиски растянулись на 30 лет. Как вспоминал следователь КГБ Пётр Головачёв, занимавшийся розыском нацистских преступников, сотрудники «передавали дело по наследству». Периодически оно попадало в архив, однако вновь открывалось после поимки очередного коллаборациониста. Лишь в 1976 году дело сдвинулось с мёртвой точки, когда в Брянске на городской площади один мужчина набросился с кулаками на некоего Николая Иванина, в котором узнал начальника локотской тюрьмы в период немецкой оккупации. Иванин, всё это время прятавшийся, не стал отпираться и подробно рассказал о своей тогдашней деятельности, заодно упомянув и женщину-палача, с которой у него был кратковременный роман. И хотя он по ошибке назвал следователям её имя как Антонина Анатольевна Макарова, эта информация позволила КГБ начать проверять гражданок СССР подходящего возраста с именем Антонина Макарова (всего около 250 человек). Проверка не дала результата: нужная им женщина не попала в список подозреваемых, поскольку следствием рассматривались только те женщины, которые были под этим именем зарегистрированы при рождении. Антонина Гинзбург же при рождении была записана под фамилией Панфилова.
Изначально следователи ошибочно вышли на другую Антонину Макарову, которая жила в Серпухове. Иванин согласился провести опознание, и его привезли в Серпухов и поселили в местной гостинице. На следующий день он покончил с собой в номере по невыясненным причинам. Позднее КГБ нашёл других выживших свидетелей, которые знали палача в лицо, но все они подтвердили, что это не та женщина, поэтому поиски начались заново.
Настоящая фамилия Антонины стала известна, когда один из её братьев, проживавший в Тюмени, будучи сотрудником Министерства обороны СССР, заполнил в 1976 году анкету для выезда за границу. В ней он указал, что у него шестеро братьев и сестёр, все носят фамилию Панфиловы, кроме одной сестры — Антонины Гинзбург, в девичестве Макаровой. Этот факт привлёк внимание органов безопасности. Тем не менее они не решались арестовывать уважаемого ветерана без убедительных доказательств. В Лепеле за Гинзбург была установлена слежка, но через неделю её пришлось прекратить, потому что женщина начала что-то подозревать. После этого на целый год следователи оставили её в покое и всё это время собирали на неё материалы и улики. Позднее её вызвали в райвоенкомат с несколькими другими ветеранами, якобы для уточнения информации для награждения (по другим данным, это было сделано ко Дню Победы). Здесь сотрудник КГБ завёл с Гинзбург разговор о её жизни на войне, и она не смогла ответить на его вопросы о местах дислокации воинских частей, где она служила, и об именах её командиров, сославшись на плохую память и давность событий.
В июле 1978 года следователи решили провести эксперимент: они привезли на фабрику одну из свидетельниц, в то время как Антонину под выдуманным предлогом вывели на улицу перед зданием. Свидетельница, наблюдая за ней из окна, опознала её, однако одного этого опознания было мало, и поэтому следователи устроили ещё один эксперимент. Они привезли в Лепель двух других свидетельниц, одна из которых сыграла работницу местного собеса, куда Гинзбург вызвали якобы для перерасчёта её пенсии. Та узнала Тоньку-пулемётчицу. Вторая свидетельница сидела снаружи здания со следователем КГБ и также узнала Антонину.

### Арест, суд и казнь
В сентябре того же года Антонина была арестована по пути с места работы к начальнику отдела кадров. Следователь Леонид Савоськин, который присутствовал при её аресте, позже вспоминал, что женщина вела себя очень спокойно и сразу всё поняла. «Ни страха, ни волнения, ни слёз. До последней минуты», — так охарактеризовал поведение Гинзбург при задержании бывший оперативник УКГБ по Брянской области Пётр Головачёв в 2003 году.
Антонина была доставлена в Брянск, где помещена в местный СИЗО в 54-ю камеру. Поначалу следователи опасались, что она решит покончить с собой, поэтому посадили к ней в камеру женщину-«наседку». Та вспоминала, что Гинзбург вела себя очень хладнокровно и была уверена, что ей дадут максимум три года заключения как из-за её возраста, так и из-за давности тех событий, и даже строила планы относительно дальнейшей жизни после отбывания наказания. Она жалела, что придётся менять работу и место проживания. На допрос она вызвалась сама, демонстрировала всё то же хладнокровие и прямо отвечала на вопросы. Сергей Никоненко в документальном фильме «Возмездие. Две жизни Тоньки-пулемётчицы» сказал, что Антонина была искренне уверена, что её не за что наказывать, и всё списывала на войну. Не менее спокойно она вела себя и на следственных экспериментах, когда её привезли в Локоть, и не понимала, почему местные жители плевали в неё. Свидетелями по делу проходили, в частности, немногие выжившие при массовых расстрелах. Они вспоминали, что Тонька-пулемётчица до сих пор снится им в кошмарах, и просили вынести ей суровый приговор.
Задержание военной преступницы вызвало широкий общественный резонанс. Впервые информация об этом была опубликована в газете «Брянский рабочий» под заголовком «По ступеням предательства». 31 мая 1979 года вышла обширная статья «Падение» в газете «Правда».
За время следствия Антонина ни разу не вспомнила о своей семье и не захотела общаться с ними. Виктор Гинзбург, не зная причин ареста жены, всё время пытался добиться её освобождения, в том числе угрожая жалобой Брежневу и в ООН. Он дошёл до того, что подключил к делу русскую диаспору Израиля, из-за чего в прокуратуру Лепеля стали приходить письма от иностранных правозащитных организаций. В итоге следователям пришлось рассказать Виктору правду и показать ему письменные признания жены. Сообщается, что после этого мужчина «поседел и постарел за одну ночь».
20 ноября 1978 года судья Брянского областного суда Иван Бобраков признал её виновной в убийстве 168 человек, чьи личности удалось достоверно установить, и приговорил к высшей мере наказания — смертной казни через расстрел. Такое суровое наказание стало неожиданностью для многих участников процесса, ведь смертный приговор был вынесен, несмотря на примерное поведение Антонины в послевоенное время и то, что 1979 год был объявлен в СССР Годом женщины. Гинзбург признала свою вину и восприняла это, как всегда, спокойно (присутствовавший в зале Виктор, услышав приговор, напротив, разрыдался), но с того же дня стала подавать прошения о помиловании (конкретно, она просила заменить расстрел тюремным сроком) в ЦК КПСС и другие инстанции. Все они были отклонены. В 6 часов утра 11 августа 1979 года приговор был приведён в исполнение.
Хотя многочисленные источники сообщали, что Виктор Гинзбург вместе с дочерьми уехал в неизвестном направлении из Лепеля и что их дальнейшая судьба неизвестна, на самом же деле они остались в Лепеле. Они не подверглись никакой общественной дискриминации, и никакие обвинения и претензии им предъявлены не были. Виктор умер 2 февраля 1993 года.

## Личность и значение
По некоторым данным, Антонина Макарова стала женщиной, собственноручно лишившей жизни наибольшее количество человек в истории. В СССР дело Антонины Макаровой стало последним крупным делом об изменниках Родине в годы Второй мировой войны и единственным, в котором фигурировала женщина-каратель. Антонина стала одной из трёх женщин СССР, которых приговорили к расстрелу в послесталинскую эпоху и чья казнь была достоверно установлена: в 1985 — расхитительница социалистической собственности Берта Бородкина, а в 1990 — серийная отравительница Тамара Иванютина. В настоящее время её дело хранится в архивах ФСБ, доступ к нему ограничен.
В документальном сериале «Следствие вели…» ведущий Леонид Каневский высказал версию, что в 1941 году, когда началась Великая Отечественная война, 21-летняя Макарова отправилась на фронт, вдохновившись, как и многие советские девушки, образом Анки-пулемётчицы из фильма «Чапаев». Это могло объяснить, почему в будущем она согласилась взять пулемёт в качестве орудия казни. Один из специалистов, который проводил в институте Сербского психиатрическую экспертизу Макаровой, высказал предположение, что в мозгу женщины существовали некие два «параллельных сознания», и одно могло блокировать другое. «Ее действительно ничего не мучило, не тревожило. И только в последний год, говорит, что-то начало беспокоить, сниться что-то нехорошее стало», — сказал следователь КГБ Пётр Головачёв. В то же время он призвал не осуждать женщину, которой двигало желание выжить. Другой следователь Леонид Савоськин посчитал Макарову очень жестокой женщиной, не осознающей тяжести своих поступков.

## Отображение в культуре
- В художественной культуре
  - В январе 2015 года на Первом канале вышел телесериал «Палач», основанный на истории Антонины Макаровой (в сюжете переименована в Антонину Малышкину). Главную роль исполнила актриса Виктория Толстоганова. Время действия было перенесено в 1965 год[14].
- Документальные фильмы
  - «Девушка-палач» — документальный фильм из цикла «Следствие вели…», Россия, 2006[8].
  - «Возмездие. Две жизни Тоньки-пулемётчицы» — документальный фильм Олега Карнасюка, Россия, 2010[10].
  - «Тонька-пулеметчица» — документальный фильм из цикла «Легенды уголовного розыска», Украина, 2010—2016.
  - «Тонька-пулемётчица» — документальный фильм из цикла «Загадки века», Россия, 2019[15].
  - «Чудовища в юбках» — документальный фильм из цикла «Приговор», Россия, 2019[16].